# Плем'я Манасії
Пле́м'я Мана́сії (івр. שֵׁבֶט מְנַשֶּׁה‬‬, Shevet Menashe; лат. tribus Mannasses) —  одне з племен (колін) Ізраїлевих. Вело свій родовід від Манасії, старшого сина Йосипа. Також — коліно Манасієве.
Ще в часи Мойсея коліно Манасієве кількісно перевершувало Єфремове коліно і тому при розділі Палестини отримала землі обабіч Йордану (сучасна Самарія). З часом, той бік ріки Йордану, де було дане коліно стало об'єктом нападів з боку ассирійців, а в період панування царя Осії була завойована царем Ассирії Салманасаром V.
У сучасному Ізраїлі мешкає 700 осіб з коліна Манасієвого.